# Aphis cari
Aphis cari är en insektsart som beskrevs av Essig 1917. Aphis cari ingår i släktet Aphis och familjen långrörsbladlöss. Inga underarter finns listade i Catalogue of Life.